# Gerhard Leitner (Politiker)
Gerhard Leitner (* 29. März 1951 in Feistritz im Rosental; † 19. Mai 2020 in Klagenfurt) war ein österreichischer Politiker der Sozialdemokratischen Partei Österreichs (SPÖ). Von April 2018 bis zu seinem Ableben im Mai 2020 war er ein vom Kärntner Landtag entsandtes Mitglied des Bundesrates.

## Leben

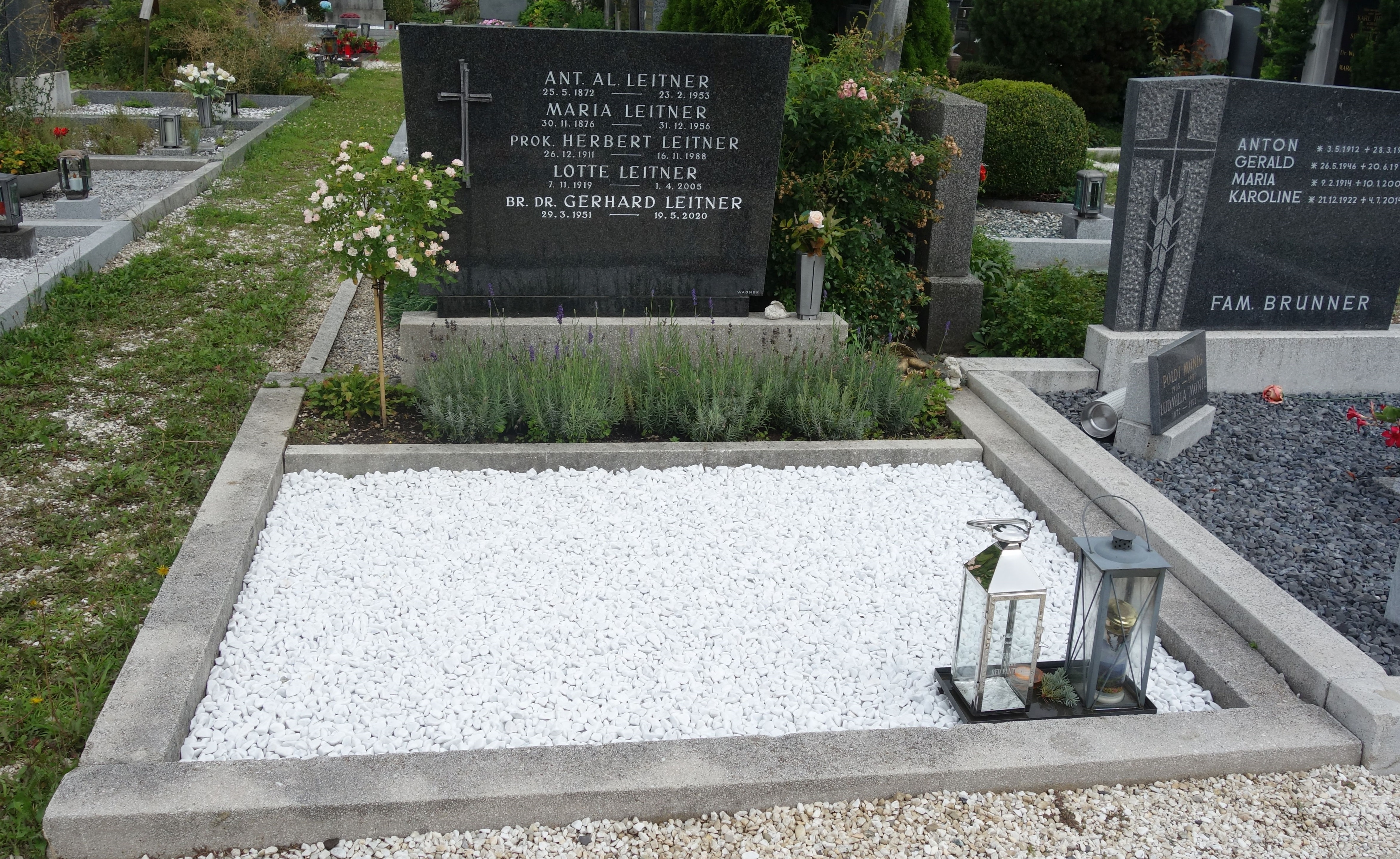
Grabstein von Gerhard Leitner am Friedhof St. Martin in Klagenfurt

### Ausbildung und Beruf
Gerhard Leitner besuchte nach der Volksschule in Feistritz im Rosental und Gymnasien in St. Paul im Lavanttal und Klagenfurt die Höhere Technische Lehranstalt für Waffentechnik, Werkzeug- und Vorrichtungsbau in Ferlach, wo er 1971 maturierte. Nach dem Präsenzdienst 1971/72 begann er ein Studium der Betriebs- und Sozialwirtschaft an der Universität Graz und 1975 ein Diplomstudium der Erziehungs- und Unterrichtswissenschaften an der damaligen Universität für Bildungswissenschaften in Klagenfurt, das er 1979 als Magister abschloss. Es folgte ein Doktoratsstudium der Pädagogik und Unterrichtstechnologie an der Universität für Bildungswissenschaften Klagenfurt, wo er 1984 zum Dr. phil. promovierte. Leitner war Geschäftsführer und Gesellschafter mehrerer Unternehmen, unter anderem war er Geschäftsführer der Welser Messe International GmbH und Direktionsassistent und Medienreferent, später Prokurist und Direktor-Stellvertreter der Klagenfurter Messe Betriebsgesellschaft mbH. Außerdem war er Lehrbeauftragter an der Universität Klagenfurt und der Universität Salzburg.

### Politik
Gerhard Leitner war seit 1977 Mitglied der SPÖ sowie Funktionär beim Bund Sozialdemokratischer Akademikerinnen und Akademiker, Intellektueller, Künstlerinnen und Künstler (BSA) und beim Sozialdemokratischen Wirtschaftsverband (SWV). Ab 2010 war er Bezirksvorsitzender des Pensionistenverbandes (PVÖ) Klagenfurt-Stadt, im Pensionistenverband Kärnten war er Landespräsident-Stellvertreter. Von März 2015 bis April 2018 gehörte er dem Gemeinderat der Landeshauptstadt Klagenfurt am Wörthersee an, wo er als Obmann des Ausschusses für Umwelt, Energie, ÖPNV und Stadtgarten fungierte.
Nach der Landtagswahl in Kärnten 2018 war er von 12. April 2018 bis zu seinem Ableben am 19. Mai 2020 ein vom Kärntner Landtag entsandtes Mitglied des Bundesrates, wo er dem Umweltausschuss, dem Ausschuss für Arbeit, Soziales und Konsumentenschutz, dem Ausschuss für BürgerInnenrechte und Petitionen, dem Ausschuss für Innovation, Technologie und Zukunft und dem Finanzausschuss angehörte. Nach seinem Tod im Mai 2020 ging sein Bundesratsmandat an Nicole Riepl.

## Auszeichnungen (Auswahl)
- 2020: Viktor-Adler-Plakette (posthum)[6][7]